# Oshkosh M911

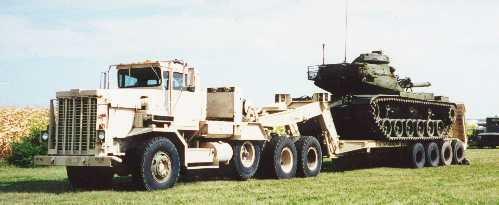
M911 tanktransporter met M47 Patton tank

De Oshkosh M911 is een trekker voor het transport van zwaar materieel zoals tanks. De trekker is gemaakt door Oshkosh Corporation, een Amerikaanse fabrikant van gespecialiseerde voertuigen gevestigd in Wisconsin.

## Geschiedenis
In 1976 gaf het Amerikaanse leger de opdracht voor de ontwikkeling en bouw van een trekker voor zwaar materieel als opvolger voor de M746 trekker. Een van de voorwaarden was dat het voertuig 86 ton, last en eigen gewicht, met een snelheid van 71 km/h moest kunnen verplaatsen. Verder was de eis dat het een variant van een commerciële vrachtwagen moest zijn die al ten minste een jaar in productie was. Dit om de kosten binnen de perken te houden en dat er een zekere ervaring was in het gebruik en onderhoud van de trekker.
In september 1976 kwam Oshkosh met de M911, het was een afgeleide versie van de F2365 trekker voor de civiele markt. Het leger bestelde 747 exemplaren en in 1977 startte de productie. In 1980 bestelde Thailand ook 12 exemplaren.

## Beschrijving
De trekker heeft een standaard indeling; voor de bestuurderscabine met motor en achter de koppelschotel. De cabine biedt bood ruimte voor een chauffeur en twee passagiers. De voertuigen zijn voorzien van een achtcilinder dieselmotor met een cilinderinhoud van 12 liter en een vermogen van 435 pk. De Allison automatische versnellingsbak heeft vijf versnellingen vooruit en een achteruit. De M911 is standaard uitgerust met een zware lier om voertuigen op de oplegger te trekken. 
Het voertuig heeft acht wielen, waarvan er zes aangedreven worden (8×6). De brandstoftanks hebben een capaciteit van 568 liter. De trekker alleen heeft een bereik van 1344 kilometer bij maximale snelheid. Met een volle last en een economische snelheid ligt het bereik nog altijd op 990 kilometer. 
De trekker wordt gebruikt in combinatie met de vierassige M747-oplegger. De M747 kan een last aan tot 60 ton. De oplegger biedt plaats aan een M47 Patton tank en ook de zwaardere M1 Abrams, maar dan alleen op wegen. De Oshkosh M911 is ook in gebruik bij Amerikaanse legereenheden in Europa.
De opvolger voor de M911 is de Oshkosh M1070 waarvan de productie begon in 1992.